# Pajaten
Pajaten is een bestuurslaag in het regentschap Ciamis van de provincie West-Java, Indonesië. Pajaten telt 4358 inwoners (volkstelling 2010).